# Catedral d'Alexandre Nevski (Sofia)
La catedral d'Alexandre Nevski (en búlgar: Храм-паметник, "Свети Александър Невски", Hram-pametnik "Sveti Aleksandâr Nevski") de Sofia, a Bulgària, és una catedral ortodoxa búlgara construïda en estil neobizantí; és la catedral seu del patriarca de Bulgària. Una de les catedrals més grans de tota l'ortodòxia, així com un dels símbols de la capital búlgara. La primera pedra de la catedral es va posar el 1882, però de fet va ser construïda entre 1904 i 1912, en honor dels soldats russos que van morir durant la Guerra russo-turca del 1877-1878, que alliberà Bulgària de la dominació de l'Imperi Otomà. El 12 de setembre del 1924 fou declarada Monument cultural.

## Nom
El temple porta el nom d'Alexandre Nevski, que lluità contra els suecs, teutons i tàtars que amenaçaven la ciutat de  Nóvgorod on governava. És considerat una figura clau del Rus de Kíev, sent canonitzat com a sant de l’Església Ortodoxa Russa el 1547.
Durant el breu període de 1916 a 1920 se li va canviar el nom a Catedral dels sants Ciril i Metodi, ja que durant la Primera Guerra Mundial Bulgària i Rússia pertanyien a aliances oposades, un cop acabat el conflicte es va restaurar el nom original.

## Arquitectura

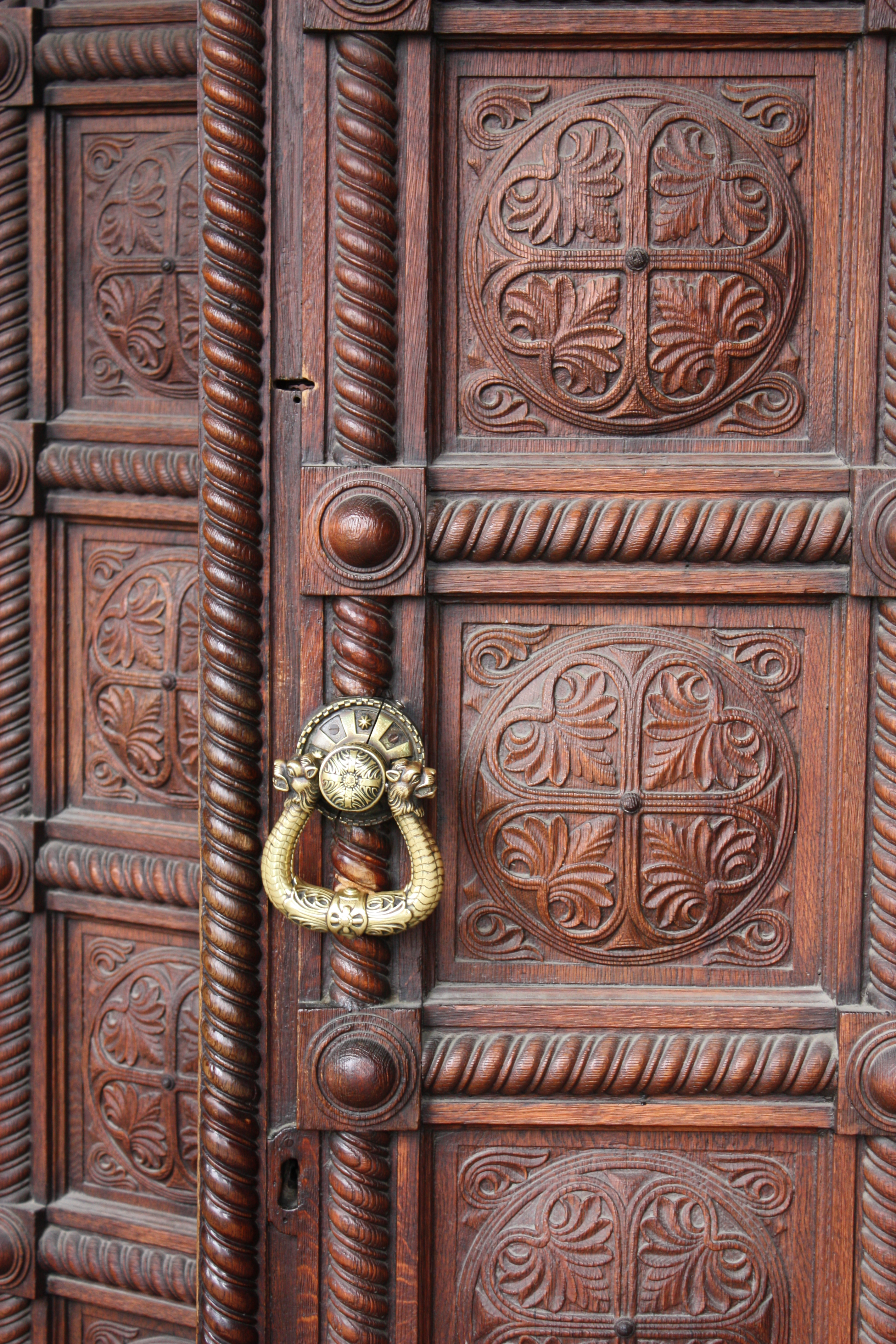
Imatge de les portes de fusta del temple.

La catedral va ser projectada per Aleksandr Pomeràntsev, ajudat per Aleksandr Smirnov i Aleksandr Iàkovlev. Pomeràntsev va modificar radicalment el projecte inicial del 1884-1885 que Ivan Bogomólov havia realitzat. El disseny final es va acabar el 1898, i la construcció i la decoració van ser realitzats per un equip d'arquitectes, artistes i treballadors búlgars, russos, austrohongaresos i europeus, inclosos els arquitectes abans esmentats, així com Petko Momchilov, Iordan Milanov, Haralampi Tachev, Iván Mrkvička, Vassili D. Bolotnov, Nikolai A. Bruni, A. A. Kiseliov, i Anton Mitov.
La catedral té planta de creu llatina ocupant una àrea de 3.170 m² i pot allotjar unes 5.000 persones a l'interior, el que la converteix en un dels 50 edificis de l'església cristiana més grans en volum del món.
El temple és una imponent basílica de cinc naus amb cúpules de creueria d'estil neobizantí amb múltiples cúpules, semicúpules i voltes cilíndriques petites que emfasitzen la cúpula central daurada de 45 m d'alçada (amb la campana, arriba als 50,52 m). El temple compte amb 12 campanes amb un pes total de 23 tones, la major de 12 tones i la menor de 10 kg. El seu interior està dividit longitudinalment en tres parts, un nàrtex (amb dues capelles), una part central i un altar (amb tres trons), i la seva part central es compon de cinc naus d'amplada (amb les dues galeries laterals cobertes). Compta amb una cripta al subsòl del temple. El 1965 es va convertir en un museu d'art medieval i antic, filial de la Galeria Nacional d'Art, on s'exposen algunes de les icones més belles i frescos búlgars dels segles XII-XIX.
La principal característica exterior del temple és la seva cúpula daurada. La capa del sostre està feta de lona asfàltica i làmina de coure amb una superfície de 4.000 m². L'àrea daurada de les cúpules és de 700 m², amb un pes total d'or de 8,35 kg, però la capa és molt fina, pel que cal restaurar-la periòdicament. La tecnologia del daurat és russa i fins a l'any 2001 ho feien especialistes russos i amb or rus. La darrera restauració del daurat es va fer el 2001 i va ser realitzada per especialistes búlgars. Es va utilitzar làmines de pa d'or amb una mida de 84 x 84 mm i un gruix d'aproximadament 0,4 µm. Per exemple, només per a l'àrea de la cúpula del campanar, que té una superfície de 160 m², es van utilitzar 25.000 làmines, i l'or utilitzat era alemany de 23,75 quirats.
La façana està revestida de pedra blanca de Vratsa i tot el temple està envoltat per un basament de granit de 1,40 m d'alçada. Un mosaic del sant patró del temple, sant Alexandre Nevski, dissenyat pel pintor búlgar Anton Mitov. A banda i banda de l'entrada principal hi ha dues plaques commemoratives de marbre de Carrara amb el text "Per la perpetuació de l'amor fraternal i profunda gratitud al gran poble rus, per l'Alliberament de Bulgària el 1878". Les portes del temple són de fusta de roure d'Eslavònia i decorades amb talla en fusta de rosetes cruciformes.

## Decoració interior

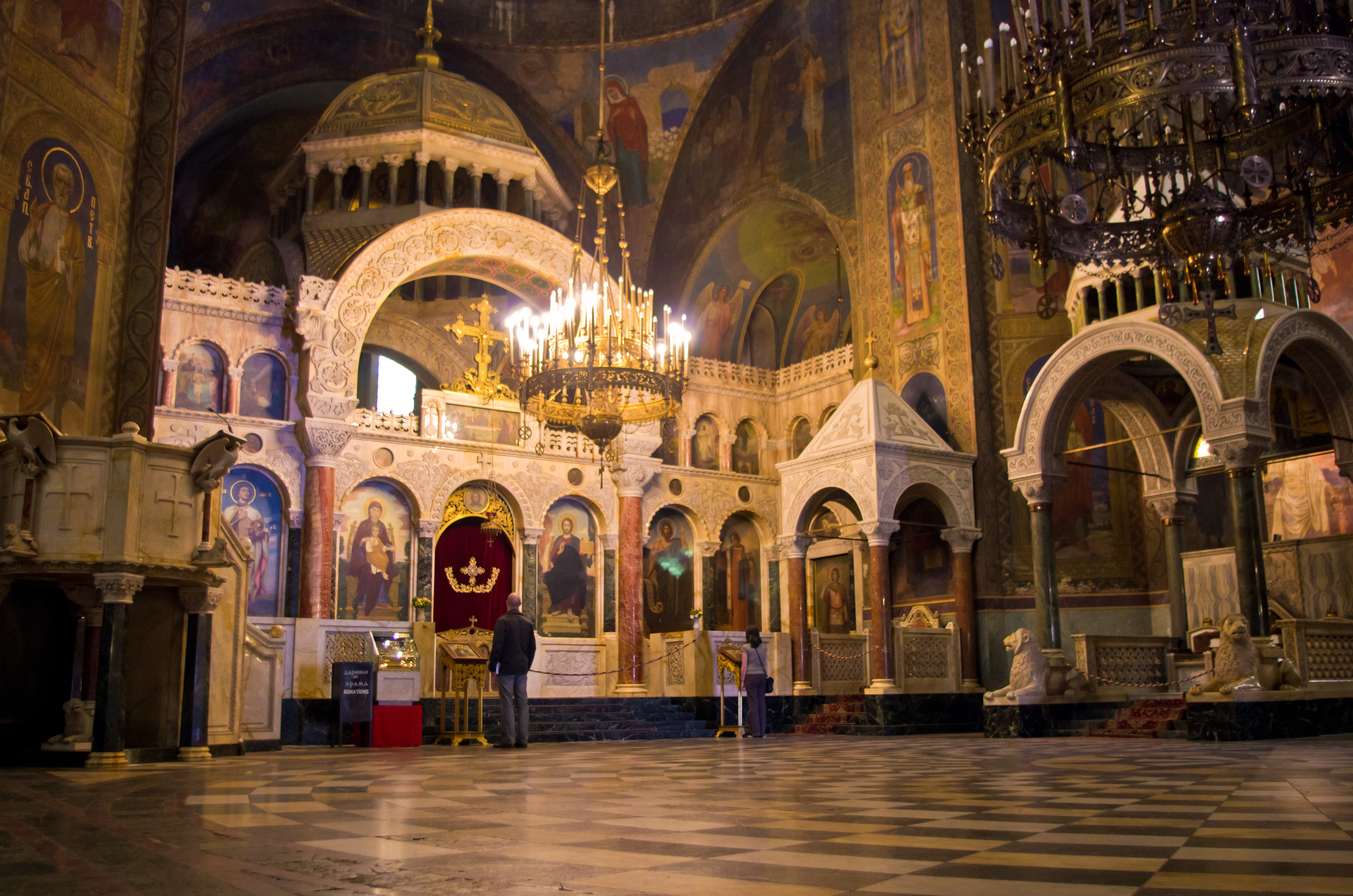
Imatge de l'interior del temple.

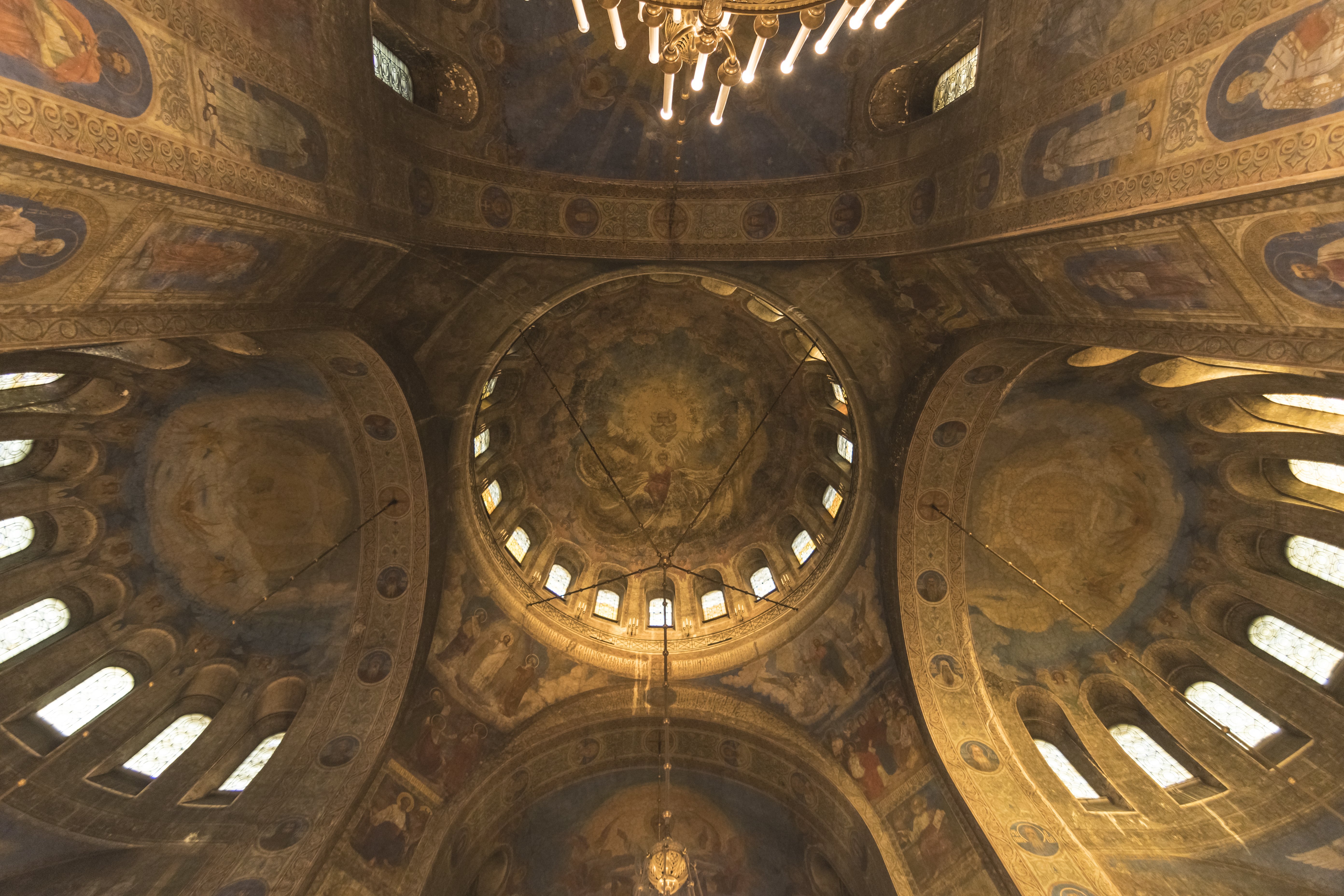
Interior del sostre de la catedral.

L'interior està decorat amb marbre italià en diversos colors, ònix del Brasil, alabastre i altres materials nobles. Les peces de marbre i les lluminàries es van crear a Múnic, els elements metàl·lics per a les portes a Berlín, les portes es van fer a la fàbrica de Karl Bamberg a Viena i els mosaics van ser enviats des de Venècia. Les lluminàries són d'Estil Imperi. L'aranya central té un pes de 2.500 kg, està suspesa a 27 m d'alçada i està decorada amb llàgrimes de vidre Jena.
A l'altar central s'eleva un baldaquí amb quatre columnes principals, arcs, 32 columnes amb voltes i un capitoli, tot d'ònix i alabastre vermell i verd, mentre que la cúpula és de mosaic. La butaca de l'arquebisbe, el tron reial i el púlpit també estan fets de marbres preciosos decorats amb talles.
Tota la iconòstasi central està feta de marbres multicolors i es fon amb les dues columnes frontals d'ònix del dosser de l'altar. La part inferior de 4 m és de marbre blanc-groc (anomenat giallo di Siena) amb nou espais buits per a icones col·locats sobre columnes de marbre verd italià (anomenat verde di mare), i la seva part superior de 2 m és de marbre vermell clar (anomenat cipolino di Siena) amb deu forats més petits (també per a icones d'iconòstasi). La iconòstasi també està decorada amb baix relleu i motllures.
L´interior també està decorat amb icones i murals. De les icones, vuitanta-dues són olis sobre llenç, alguns muntats en bastidors de cartró i altres directament a la paret. Estan disposades a les iconòstasis dels tres trons del temple, al nàrtex inferior i als tres kivos.

## Relíquies
A l'esquerra de l'altar hi ha guardades les relíquies d'Alexandre Nevski, que foren atorgades per l'Església Ortodoxa Russa. Encara que la placa en búlgar s'hi refereix únicament com a "relíquies" (мощи), les restes semblen identificar-se amb una costella.
La catedral acull un museu d'icones búlgares a la cripta del temple, que forma part de la Galeria d'Art Nacional de Bulgària. L'església sosté que allotja una de les col·leccions d'icones ortodoxes més grans d'Europa.

## Rèpliques
Hi ha també d'altres esglésies a Bulgària que són rèpliques més petites de la catedral de Sant Alexandre Nevski, com els temples de les localitats de Valtxedram, Sandanski, Dolna Mitropoliia, Kiustendil, Kaspitxan, Breznik, i Dorkovo.

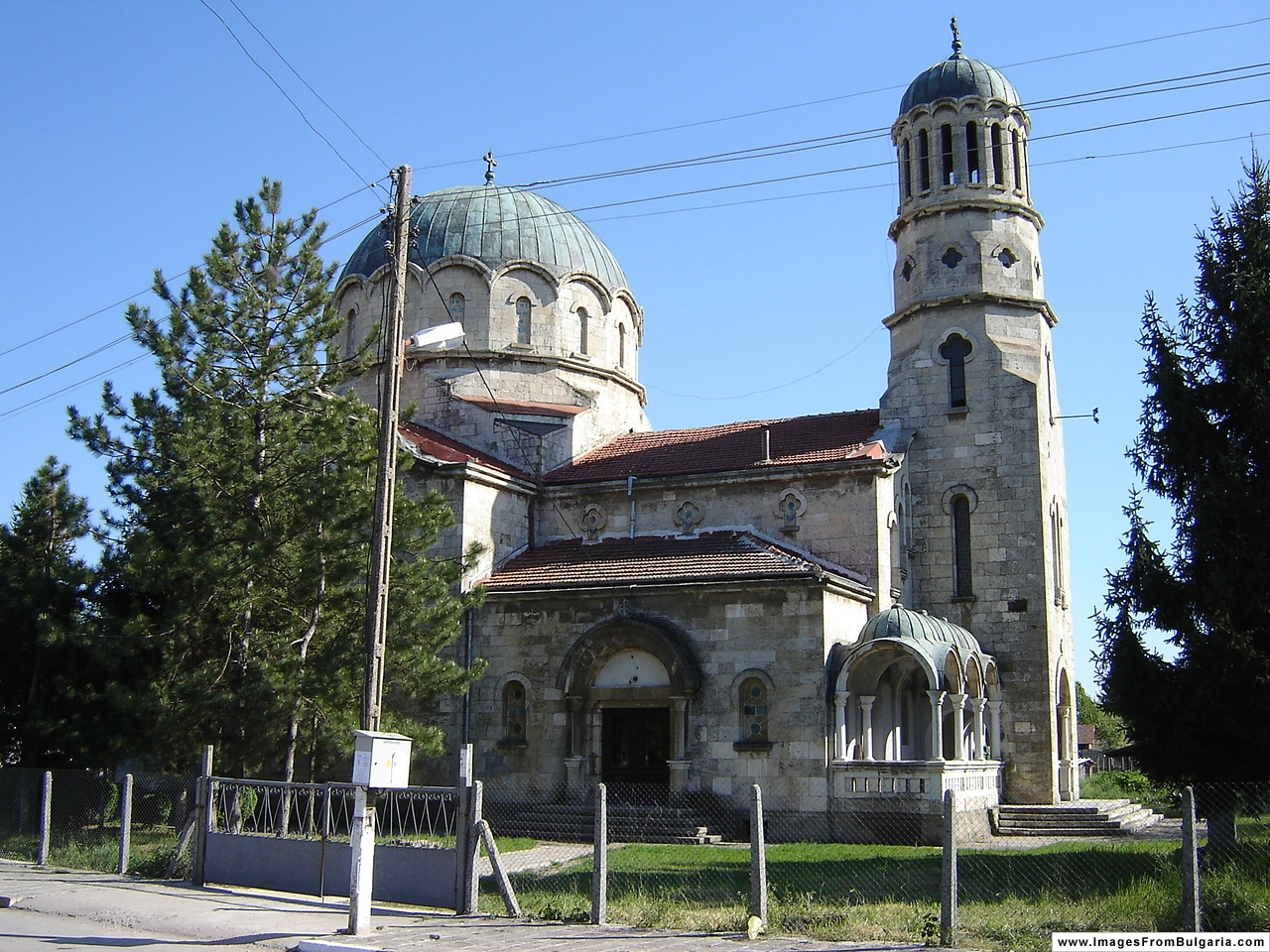
Església de santa Parascheva de Valtxedram.
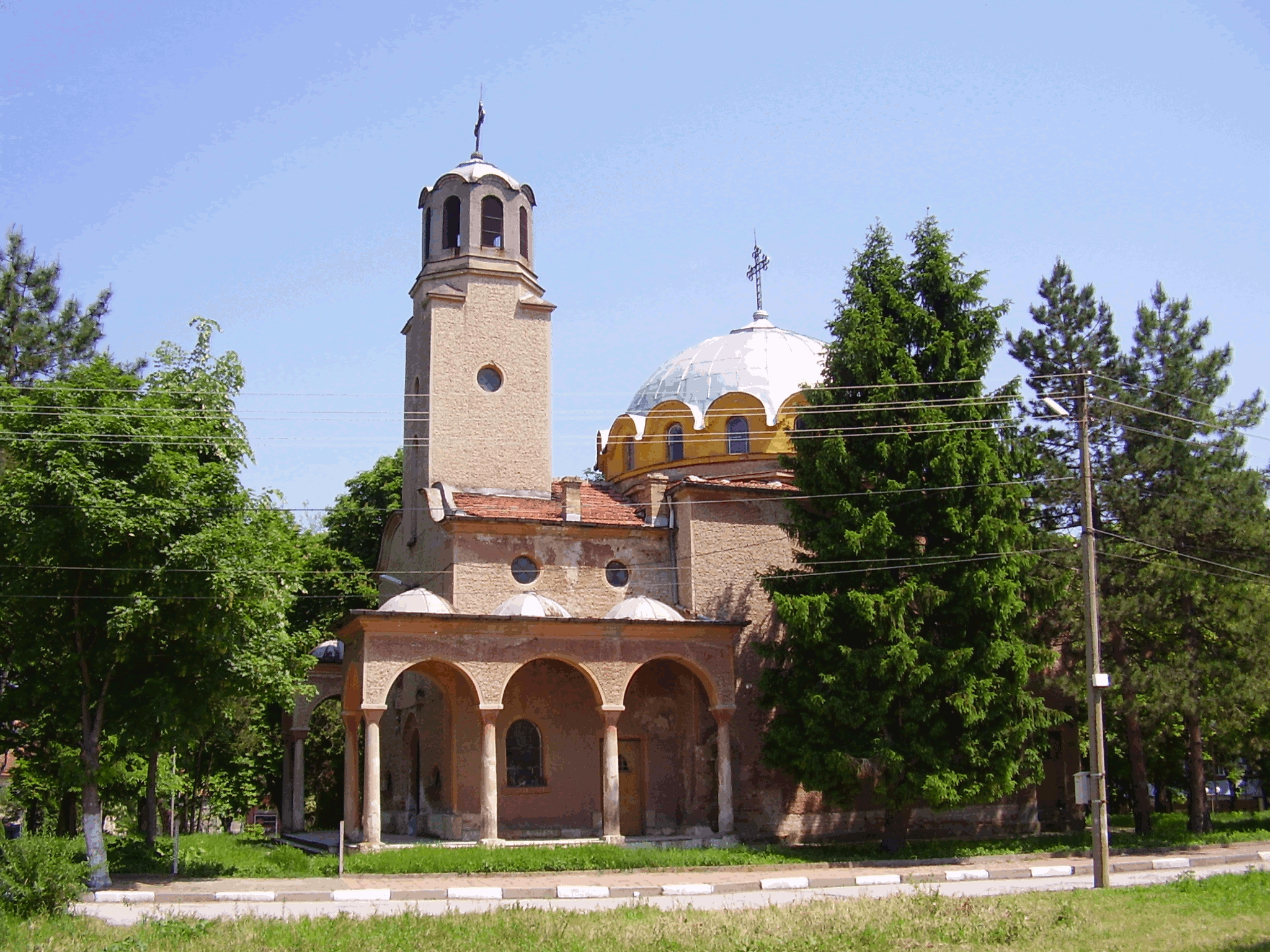
Església de sant Demetri a Dolna Mitropoliya.
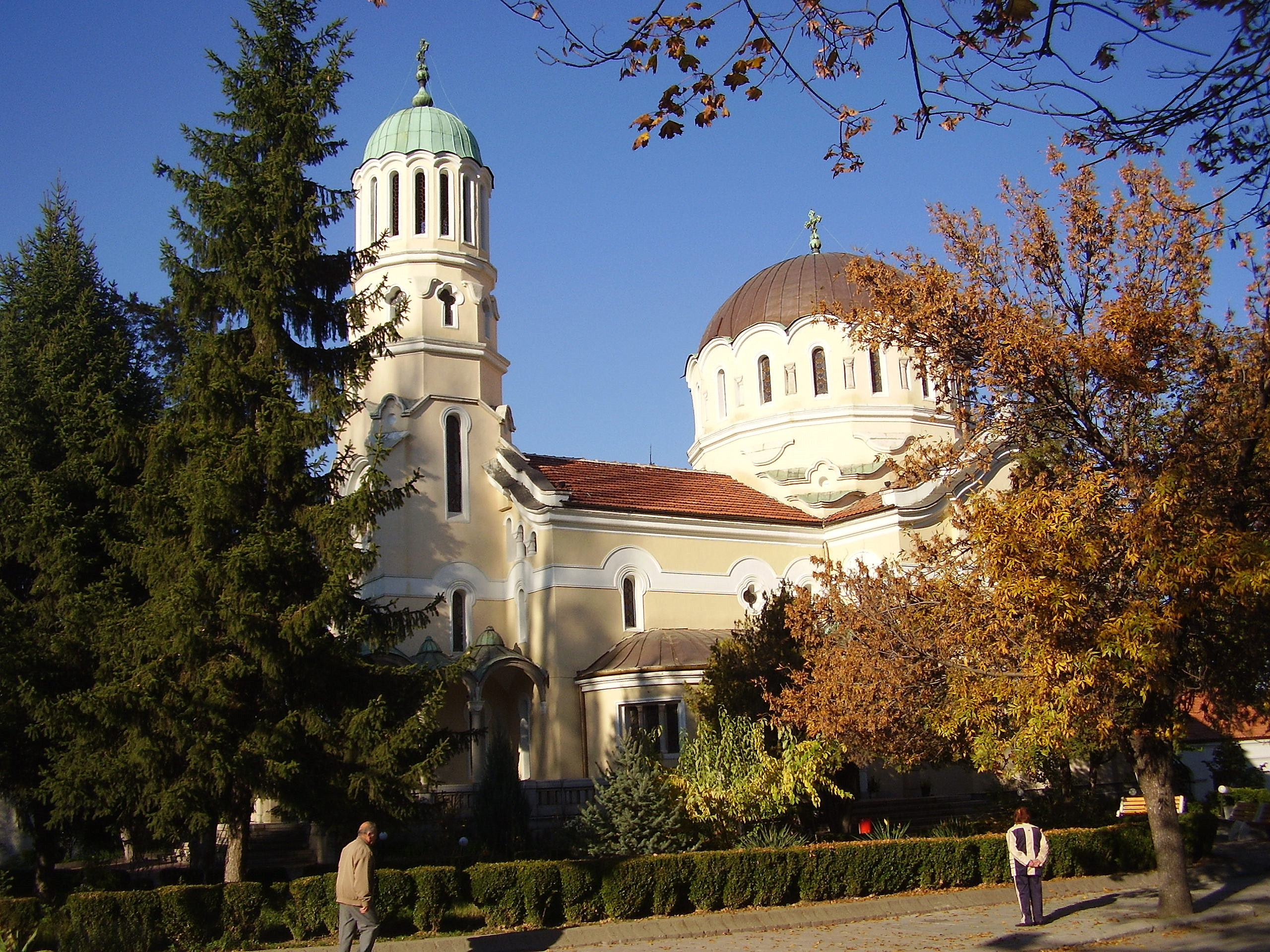
Església de sant Menna a Kiustendil.
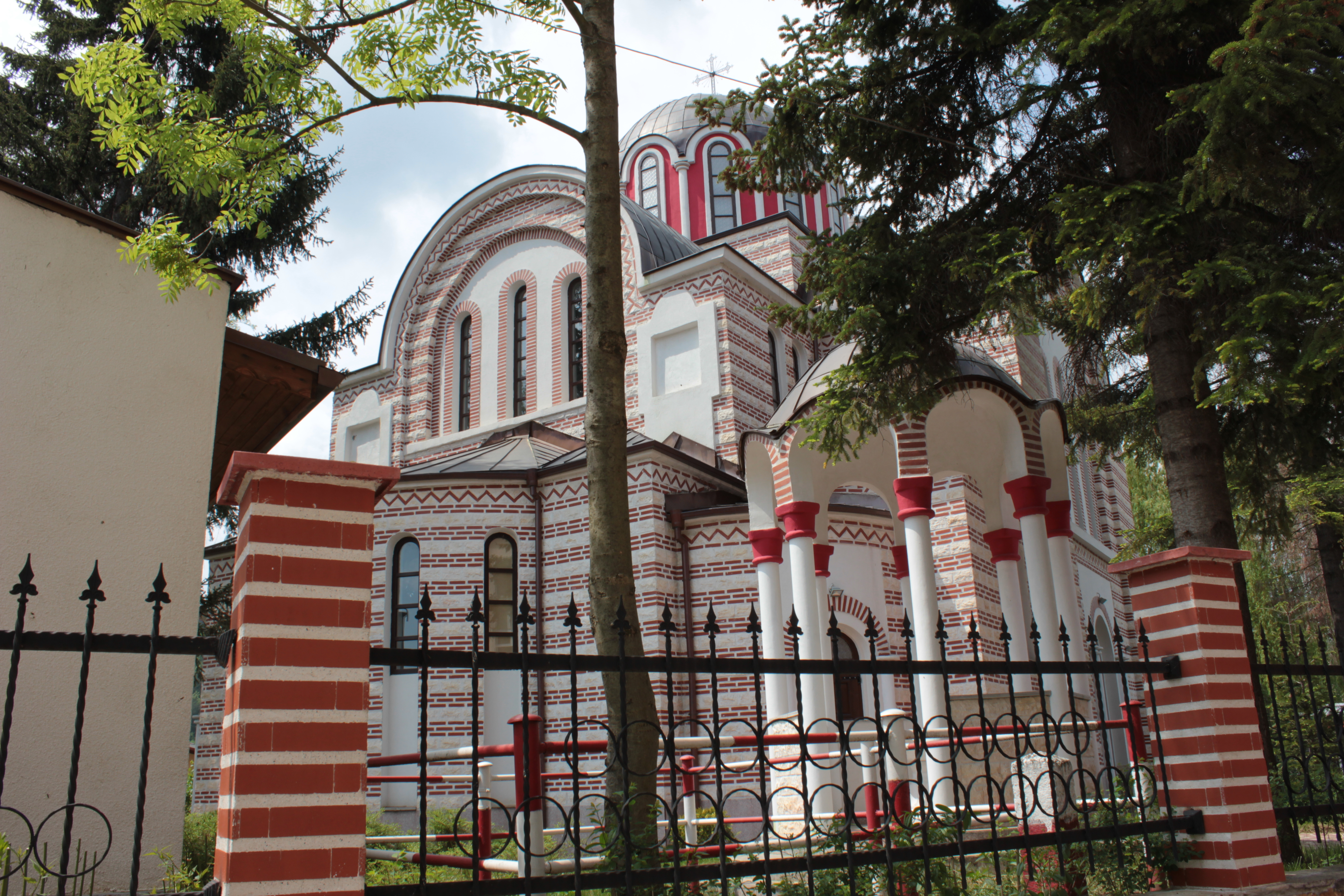
Església de sant Jordi a Breznik.

## Localització

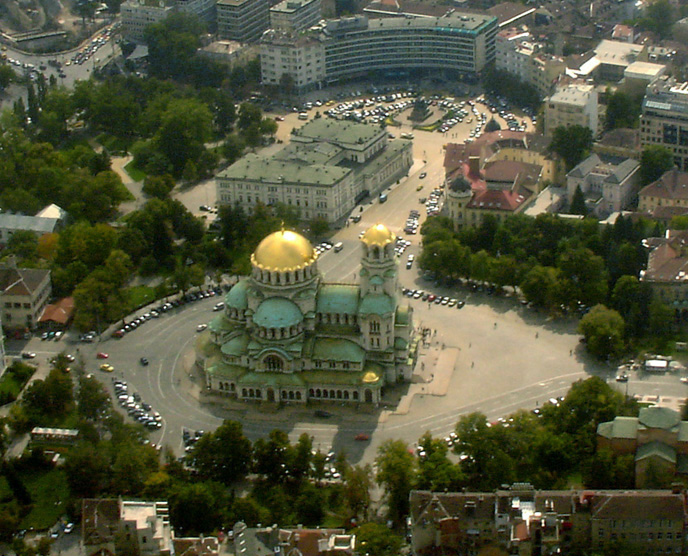
Vista aèria de la catedral d'Alexandre Nevski.

La catedral es troba al costat de la basílica de Santa Sofia, l'església per la qual rep el nom la ciutat de Sofia. Altres punts de referència destacats al voltant de la catedral són el Monument al Soldat Desconegut, l'Acadèmia Búlgara de les Ciències, la Galeria Nacional d'Art Estranger, l'Acadèmia Nacional d'Art, l'Assemblea Nacional, un parc en honor al poeta Ivan Vazov amb una estàtua i la seva làpida, i l'edifici de l'Òpera i Ballet Nacional de Sofia.